# Malé Kozmálovce
Malé Kozmálovce é um município da Eslováquia, situado no distrito de Levice, na região de Nitra. Tem 9,22 km² de área e sua população em 2018 foi estimada em 330 habitantes.

## Demografia
| Ano:        | 1994 | 2004 | 2014   | 2024   |
| ----------- | ---- | ---- | ------ | ------ |
| Broj ljudi: | 0    | 368  | 366    | 373    |
| Razlika:    |      | –    | -0,54% | +1,91% |

| Ano:               | 2023 | 2024   |
| ------------------ | ---- | ------ |
| Número de pessoas: | 377  | 373    |
| Diferença:         |      | -1,06% |